# Václav Krampera
Václav Krampera, křtěný Václav Adolf (17. června 1878 Kladno - 28. října 1936 Praha), byl český novinář a odborový pracovník.

## Život
Václav Krampera se narodil na Kladně v rodině topiče v tehdejších kladenských ocelárnách Clementa Krampery a jeho ženy Antonie rodem Pidrmanové z Amalína. Václav měl ještě dva starší bratry, Karla *1874 a Aloise *1876. Základní školu absolvoval v rodném Kladně a poté se vydal na sever Čech, kde se stal havířem a stejně jako bratr Karel se postupně zapojil do anarchistického hnutí, ještě dříve pak byl horlivým obdivovatelem a později členem omladinářského hnutí. 
V roce 1900 se účastnil v Duchcově velké hornické stávky v důsledku čehož, se dostal na černou listinu a následně odešel za prací do Vestfálska. Ani v tamějším uhelném revíru ale nepobyl příliš dlouho a byl opět vypovězen. Kolem roku 1904 se odebral do Vídně, kde krátce pracoval jako kočí pro vydavatelství Stanislava Kostky Neumanna. V roce 1907 zde vydával vlastní „všeodborový“ list Dělnické plameny, ale po jejich zániku se vrátil zpět do Čech.
Po návratu zamířil v listopadu téhož roku opět do Severních Čech a stal se jednatelem právě založené "Hornické federace" v Duchcově a zároveň redaktorem "Hornických listů", na jejichž vydávání spolupracoval ještě s Rudolfem Mášou. Tento list se občas nevyhnul konfiskaci a Krampera rakouskému kriminálu, v měsíci květnu roku 1908 po dobu deseti dní a v červenci pak dalších pěti dní. Koncem roku pak i on zasáhl do bojů za českou školu jako člen Ústředního školského komitétu.
V lednu roku 1909 práci žurnalisty na čas opustil a přes Vídeň odešel do Curychu, kde krom jiného zametal ulice a scházel se s ruskými revolucionáři. Po návratu do Čech se opět pohyboval ve společnosti anarchistických intelektuálů, mezi nimiž nechyběl ani František Kellner nebo Jaroslav Hašek. V roce 1913 vydal v Duchově pod názvem Nová kniha dílko jednající o soudobé kultuře, což byl souhrn jeho názorů a filozofických úvah. V dubnu roku 1914 se ještě pokusil o vydávání nového časopisu Český kraj, ale všechny další plány zmařila 1. světová válka. Světovou válku prožil Václav Krampera v internaci v rakouském Göllesdorfu, kam stát umístil všechny nepohodlné elementy, o čemž nepsal knihu F. J. Havelka s názvem Zápisky z vyhnanství.
Počátkem roku 1918 byl z internace propuštěn a vzápětí se zapojil do protirakouského odboje. Po válce a vzniku samostatného Československého státu vydával časopis Havíř, po jeho zániku působil v mostecké redakci časopisu Stráž na severu, byl rovněž odborářským tajemníkem České obce dělnické a již tehdy se ostře vymezoval proti komunistům.
Od ledna roku 1922 do července roku 1926 vydával opětovně časopis Havíř. Po jeho zániku působil v mostecké redakci národně socialistické Stráže na severu, ve třicátých letech pak byl také odborářským tajemníkem České obce dělnické. Před rokem 1923 založil Václav Krampera také vlastní stranu České pokrokové sdružení, která byla později označována též jako Kramperova strana, neboli Kramperovci. Do jeho plánů však nakonec vstoupila zákeřná choroba, které podlehl v Praze koncem října 1936 a následně byl pohřben na hřbitově v Duchcově.
V březnu roku 1939 jej přišlo zatknout gestapo, pro něž byl Václav Krampera nebezpečný ještě za dva a půl roku po smrti.